# Piercing no mamilo

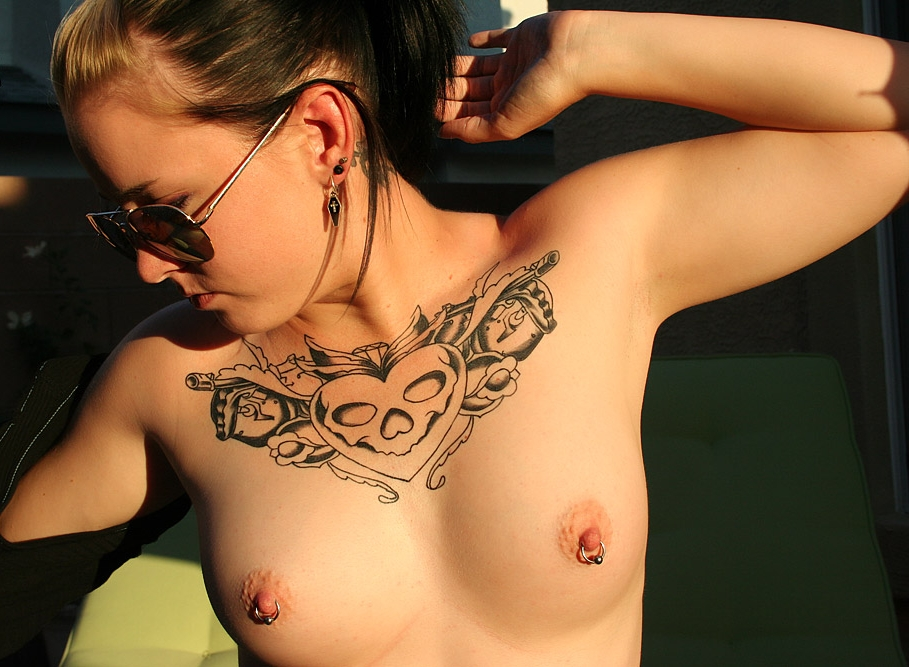
Mulher com piercing nos mamilos.

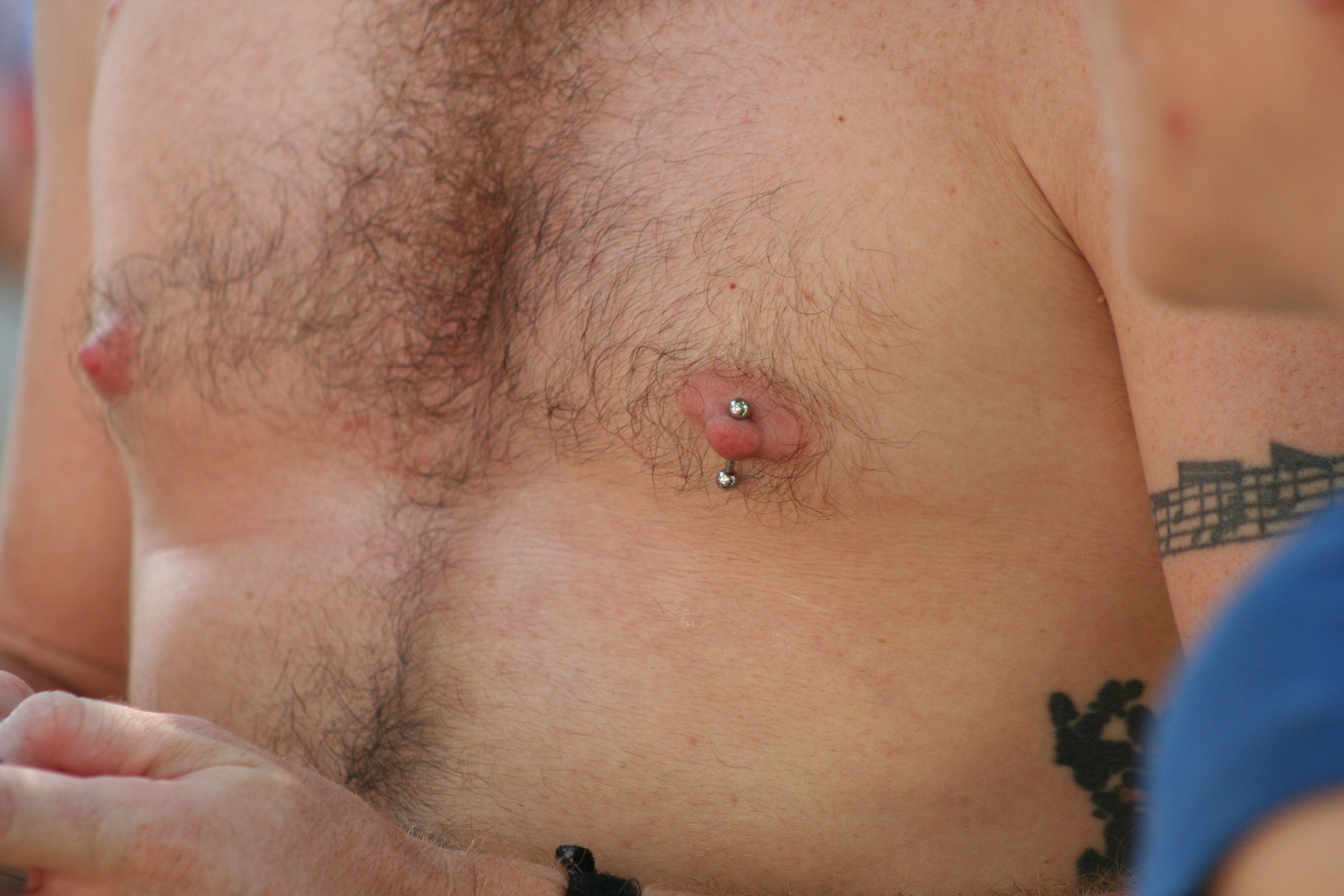
Piercing vertical no mamilo de um homem.

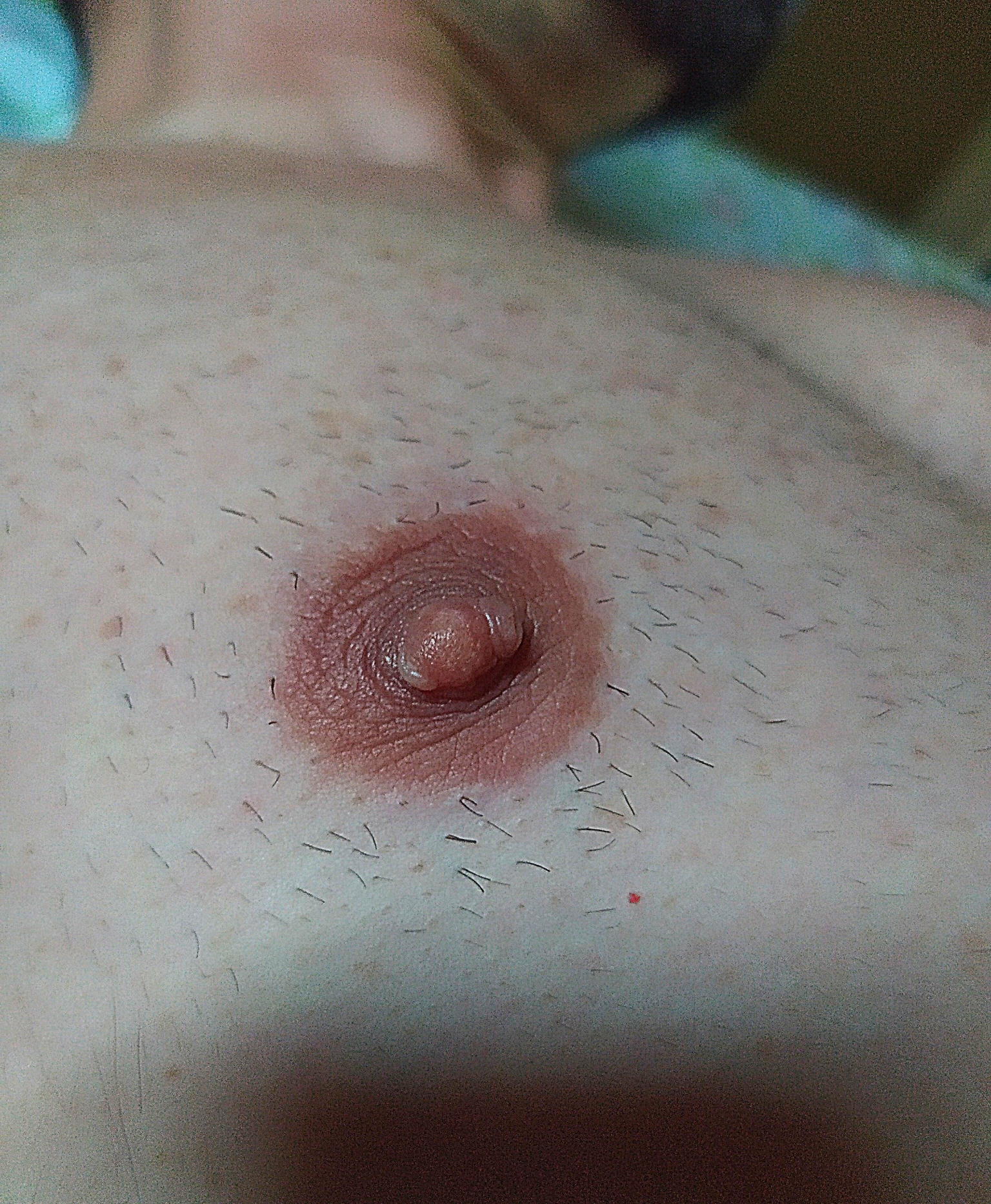
Mamilo masculino com queloide devido a má cicatrização.

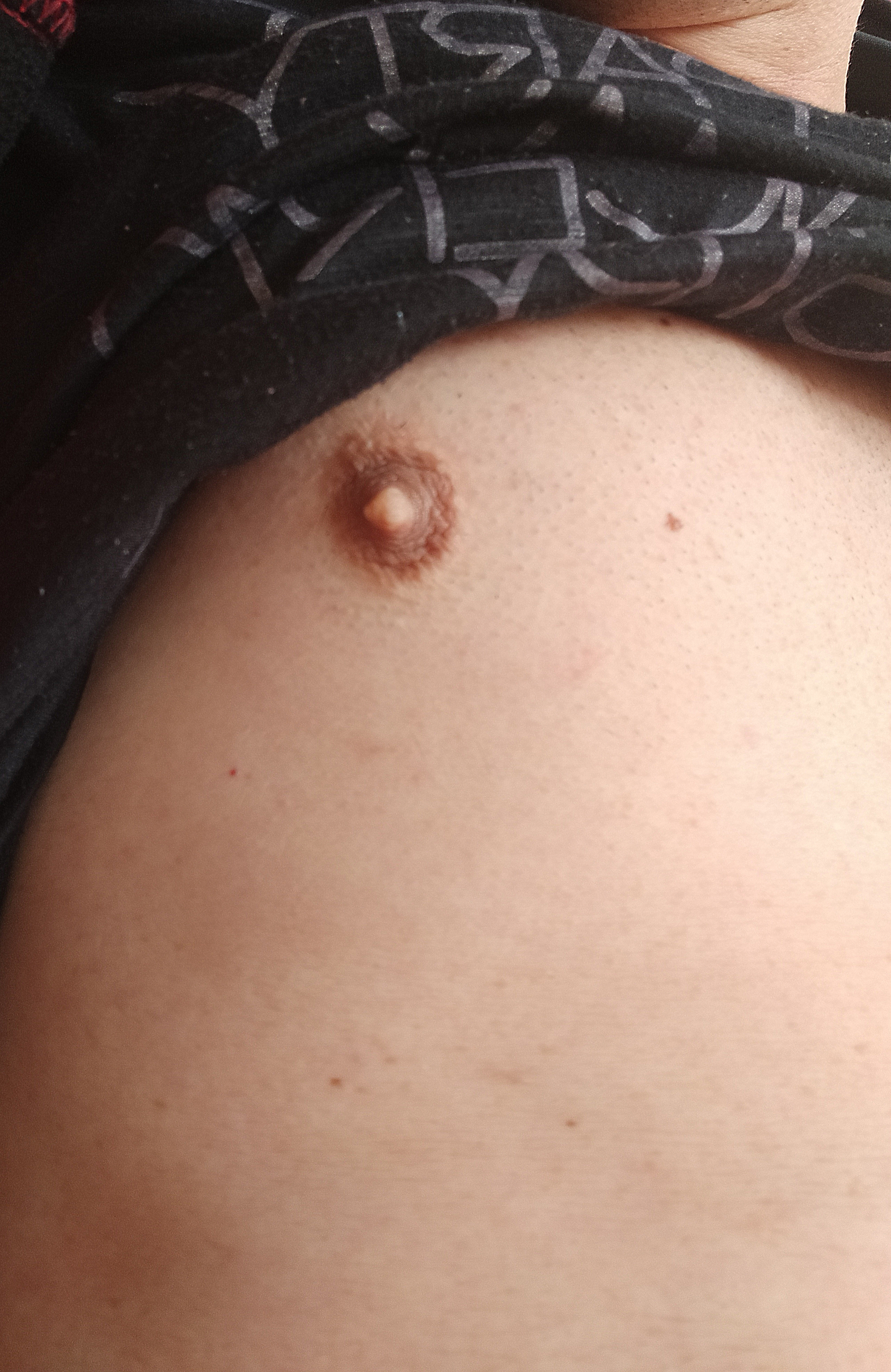
Mamilo Masculino com um pequeno queloide devido ao piercing.

O piercing no mamilo é um tipo piercing corporal colocado geralmente na ponta do mamilo, na maioria das vezes são colocados nos dois lados, sendo mais comum o furo horizontal, sendo possível também a existência de múltiplos piercings no mesmo mamilo, o tempo médio de recuperação chega a ser de um ano a um ano e meio.

## História
Existem registros de usos pelo povo Karankawa na América do Norte e pelos Cabilas na Argélia, na Europa existem registros de uso no século XIV, e também durante um curto período na Era Vitoriana.
Durante a década de 1970 a prática foi revivida pelo estadunidense Jim Ward, sendo popularizada pelo uso de algumas celebridades na década de 1990 como Tommy Lee, Corey Taylor e Lenny Kravitz e  Axl Rose

## Sexualidade
Muitos usuários relatam que a sensibilidade na estimulação dos mamilos é aumentada com o uso de piercing.

## Potenciais complicações

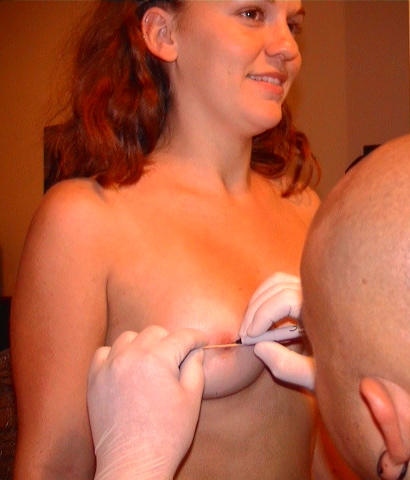
Procedimento de colcoação de piercing no mamilo.

O mamilo é suficientemente carnoso para perfurar e segurar o piercing, contudo, se a jóia for muito fina existe um risco maior de rejeição, além de instrumentos não esterelizados, alergias, hemorragias e falta de cuidados de higiene. Em 2009 uma morte foi relacionada ao perfuramento do mamilo.

## Amamentação
Não existem evidências de que o uso de piercing afeta a amamentação, contudo, não é recomendado que a mulher amamente durante o período de recuperação. Durante o período de amamentação deve-se retirar o piercing, podem aparecer complicações como vazamento de leite, para o bebê também pode ocorrer o risco de engasgos.